# Czerna (obwód Szumen)
Czerna (bułg. Черна) – wieś w Bułgarii, w obwodzie Szumen, w gminie Chitrino. W 2024 roku liczyła 375 mieszkańców.